# Rüdiger Abramczik
Rüdiger "Abbi" Abramczik est un footballeur allemand né le 18 février 1956 à Gelsenkirchen-Erle. Il a été formé initialement au SV Erle 08 et son poste de prédilection était celui d'ailier droit.

## Biographie
Rüdiger Abramczik évolue lors de sa jeunesse  au SV Erle 08 un club de Gelsenkirchen, à 10 ans il intègre l'autre club de la ville, le 
FC Schalke 04. Le 11 août 1973 il débute en Bundesliga et sera pendant trois années le plus jeune joueur de la première division allemande. Abramczik était connu pour ses centres et forme avec le buteur Klaus Fischer un duo offensif efficace, il marque son premier but en Bundesliga quelques jours avant son 18e anniversaire.
Il débute en équipe nationale en 1977, avec une victoire 5-0 contre l'Irlande du Nord. Il joue 19 fois pour la Mannschaft jusqu'en 1979. Il participe également à la Coupe du monde de football de 1978 en Argentine et marquera 1 but contre les Pays Bas. Sa courte carrière en équipe nationale s'explique par un conflit avec le président de la fédération allemande, Hermann Neuberger.
À la suite des difficultés financières du FC Schalke 04 en 1980, il est vendu au club rival, le Borussia Dortmund, où il formera un nouveau duo de choc avec Manfred Burgsmüller.
Après des passages dans divers clubs, 1. FC Nuremberg, Galatasaray (vainqueur de la Coupe de Turquie en 1985), Rot-Weiss Oberhausen, il revient à Schalke en 1987 comme défenseur central. En 316 matchs de Bundesliga il aura marqué 77 fois.
Il termine sa carrière de joueur dans les divisions inférieures, au Wormatia Worms puis au FC Gütersloh.
Même si sa carrière de footballeur lui assure une rente confortable, il est propriétaire à  Gelsenkirchen de nombreux biens immobiliers, de magasins, d'une agence de voyages il ne lâche pas le football et entame une carrière d'entraineur qui le conduit dans de nombreux clubs en Allemagne et à l'étranger. Ses plus grands succès sont un titre de champion de Bulgarie avec le Levski Sofia et en Lettonie avec le FK Liepājas Metalurgs.

## Carrière

### Joueur
- 1966-1980 : Schalke 04  Allemagne
- 1980-1983 : Borussia Dortmund  Allemagne
- 1983-1984 : FC Nuremberg  Allemagne
- 1984-1985 : Galatasaray  Turquie
- 1985-1987 : Rot-Weiss Oberhausen  Allemagne
- 1987-1988 : Schalke 04  Allemagne
- 1988-1989 : Wormatia Worms  Allemagne
- 1990-1991 : FC Gütersloh  Allemagne

### Entraîneur
- 1992-1993 : FC Sarrebruck  Allemagne
- 1999-2000 : Antalyaspor  Turquie
- 2000-2001 : Levski Sofia  Bulgarie
- 2002-2003 : SV Pasching  Autriche
- 2008-2010 : Liepājas Metalurgs  Lettonie

## Palmarès

### Joueur
- 19 sélections et 2 buts en équipe d'Allemagne entre 1977 et 1979
- Vice-champion d'Allemagne en 1977 avec Schalke 04
- Vainqueur de la Coupe de Turquie en 1985 avec Galatasaray

### Entraîneur
- Champion de Bulgarie en 2001 avec le Levski Sofia
- Champion de Lettonie en 2009 avec le Liepājas Metalurgs